# Wilkinson County, Mississippi
Wilkinson County är ett administrativt område i delstaten Mississippi, USA, med 9 878 invånare. Den administrativa huvudorten (county seat) är Woodville. 

## Geografi
Enligt United States Census Bureau har countyt en total area på 1 781 km². 1 753 km² av den arean är land och 28 km² är vatten. 

### Angränsande countyn
- Adams County - nord
- Franklin County - nordost
- Amite County - öst
- East Feliciana Parish, Louisiana - sydost
- West Feliciana Parish, Louisiana - syd
- Concordia Parish, Louisiana - väst